# Little Pend Oreille National Wildlife Refuge
Das Little Pend Oreille National Wildlife Refuge a ist ein Naturschutzgebiet (englisch wildlife preserve), das zu den vom United States Fish and Wildlife Service betreuten National Wildlife Refuges gehört. Das Schutzgebiet befindet sich östlich von Colville (Washington), der nächstgelegenen Stadt, an den Westhängen der Selkirk Mountains. Es liegt vor allem im östlichen Stevens County, aber mit einem kleineren Teil auch im westlich davon gelegenen Pend Oreille County. Das Naturschutzgebiet ist das einzige montane Nadelmischwaldgebiet in den Vereinigten Staaten außerhalb Alaskas und das größte in Washington.
Zu den Tierarten im Gebiet zählen zahlreiche Singvogelarten, Weißkopfseeadler, Wapitis, Schwarzbären, Mackenzie-Wölfe, Pumas, Elche, Biber und Weißwedelhirsche.
Nutzungen sind die Jagd, Angeln, Wandern, Camping und Reiten.

## Galkerie

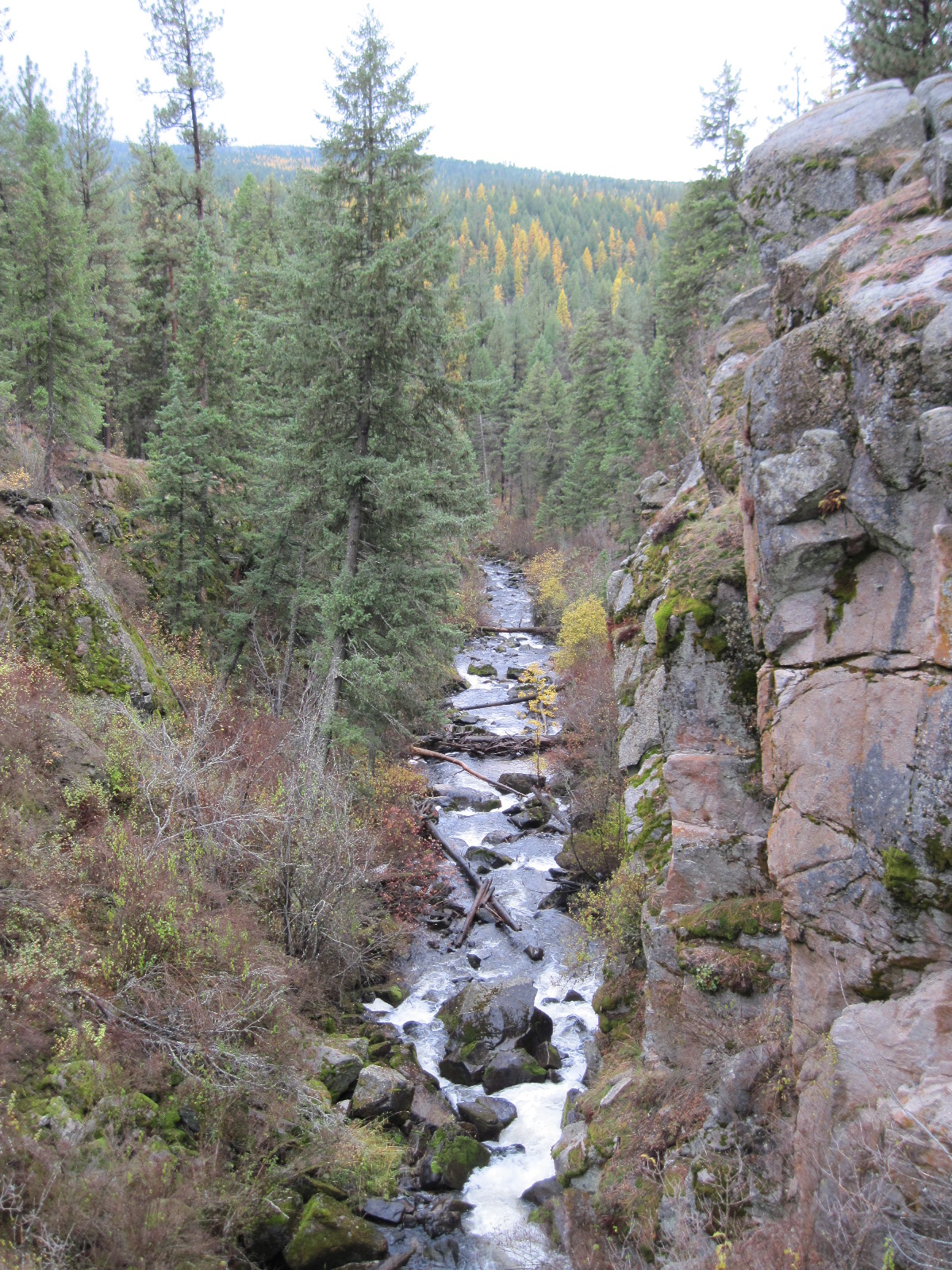
Blick auf eine Schlucht
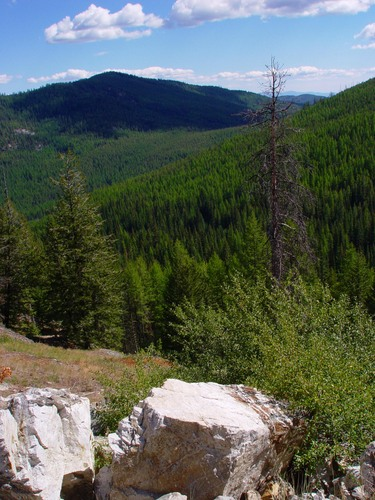
Landschaft
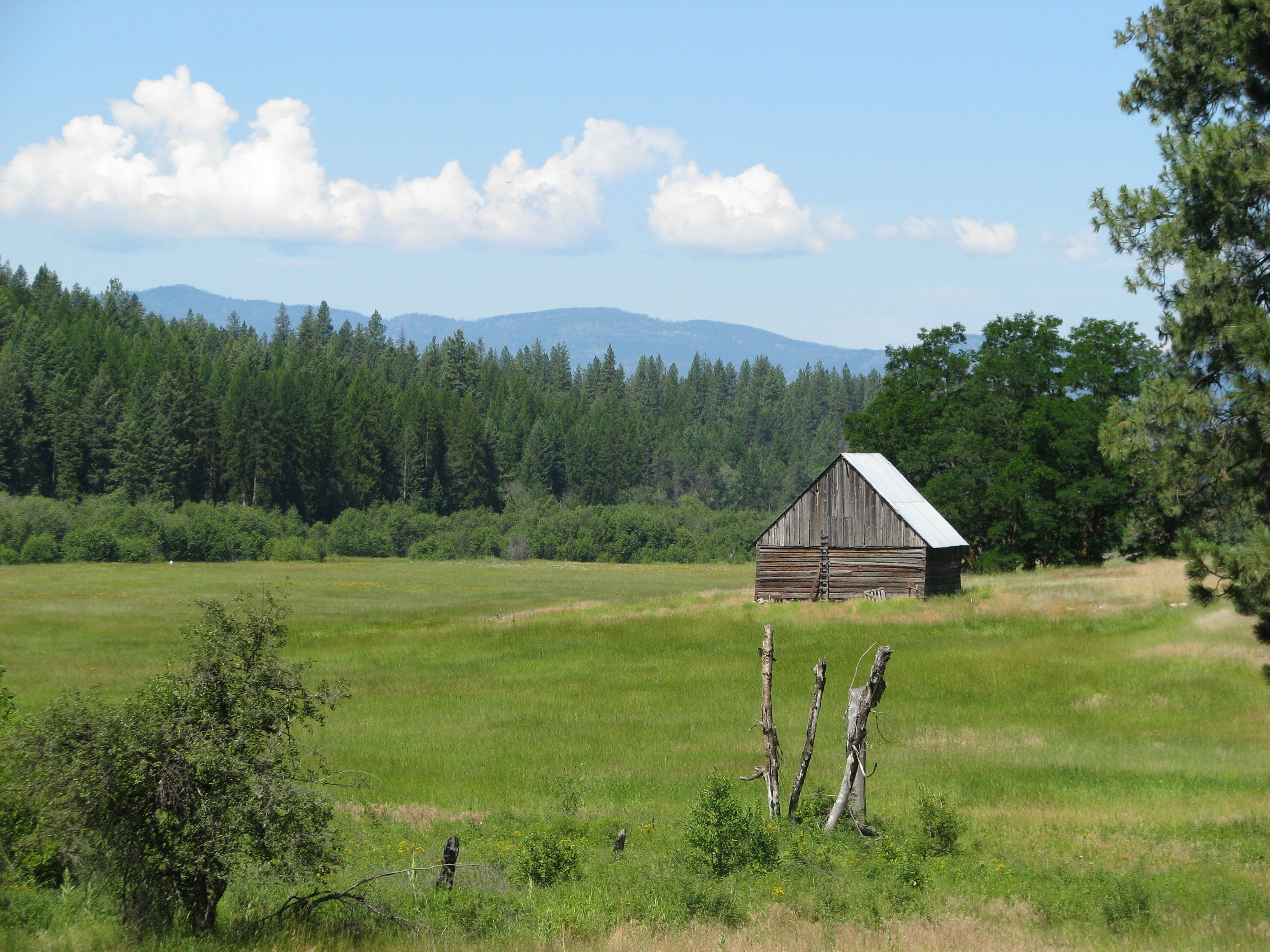
Bauernhaus